# Aster Computers
Aster Computers was een Nederlandse computerfabrikant.

## Geschiedenis
Aster Computers was gevestigd in Arkel in de buurt van Gorinchem. Voordat het piepkleine bedrijf (minder dan vijf personen) de Astercomputer ontwikkelde, heette het MCP (Music print Computer Product) en was het gespecialiseerd in de productie van middels een computer geproduceerde bladmuziek. Van daaruit ontwikkelde het zich tot een fabrikant van bouwpakketten voor elektronica-amateurs.
Nadat het bedrijf vervolgens verhuisd was van de garage van de eigenaar naar een pand op de Dijkweg in Arkel, begon het ook alternatieve floppydiskdrives voor TRS-80-computers te leveren. Omdat de TRS-80 expansion interface, die als onbetrouwbaar bekendstond, zeer duur was, besloot het bedrijf ook alternatieven daarvoor te ontwikkelen. Als alternatief voor de geheugenuitbreiding, van 16K naar 48K, besloot men een dienst aan te bieden waarbij de in de TRS-80 Model 1 zelf aanwezige 16K RAM-chips vervangen werden door 64K RAM-chips, waarvan dan 48K beschikbaar kwam. Voor de nog ontbrekende floppydiskcontroller en printerinterface ontwikkelde het bedrijf een printplaat die samen met diskdrives in een kast ingebouwd kon worden.
Terwijl dit aan de gang was, besloot de eigenaar MCP om te dopen in MCP CHIP, maar hij raakte hierdoor in conflict met het Duitse blad CHIP en moest de nieuwe naam opgeven en zichzelf weer MCP noemen. In die tijd begon MCP ook geïmporteerde homecomputers te verkopen, onder andere de ABC-80, de Apple en de 16 bitcomputer Olivetti M20 (met een Z8000 CPU). Ook bouwde en verkocht men een door het blad Elektuur ontworpen KIM 1-kloon, de "Junior computer", een zeer simpel computertje met een hexadecimaal toetsenbordje en zes 7-segmentdisplays voor de uitvoer. Het apparaat was bedoeld voor degenen die weleens een juniorcomputer wilden proberen maar geen zin hadden het zelf in elkaar te solderen (Elektuur verkocht alleen de printplaat). Voorts had het bedrijf succes met de opbouw en verkoop van de Sinclair ZX-80, die aanvankelijk ook alleen als bouwpakket verkocht werd. Later verkocht men ook de opvolger, de ZX-81.
Uit frustratie over de leverbaarheid, betrouwbaarheid en prijs van de TRS-80 expansion interface, besloot MCP een volledige vervanging hiervoor te bouwen, met onder andere een RS-232-interface en uitbreidingssloten zoals de Apple had. Halverwege het project besloot men echter nog een stap verder te gaan en een complete computer te bouwen, waarbij alle bekende problemen van de originele TRS-80 opgelost zouden worden ("beeldschermsneeuw", traagheid, gebrekkige uitbreidbaarheid, geen onderkastondersteuning, onbetrouwbare floppy's met weinig capaciteit, etc.). Als naam hiervoor besloot men een Nederlandse bloem te kiezen (geïnspireerd op de naam Appel), de aster, met een toevoeging om aan te geven dat het om een TRS-80-compatibele computer ging.
De Aster CT-80 werd een succes en al snel werd het kleine bedrijfje te klein en moest men naar een veel grotere naburige voormalige glasfabriek verhuizen, waar gedurende een paar jaar de Aster CT-80 werd gefabriceerd. Uiteindelijk groeide Aster Computers zo snel, dat het geen gelegenheid kreeg om zijn personeel goed op te leiden en in financiële problemen raakte doordat het zwaar moest investeren in onderdelen. Een tijdelijke schaarste aan Z80-processoren deed het bedrijf ten slotte de das om.